# Meridià 144 a l'est
El meridià 144 a l'est de Greenwich és una línia de longitud que s'estén des del pol Nord travessant l'oceà Àrtic, Àsia, l'oceà Índic, l'oceà Antàrtic, Austràlia i l'Antàrtida fins al pol Sud.
El meridià 144 a l'est forma un cercle màxim amb el meridià 36 a l'oest. Com tots els altres meridians, la seva longitud correspon a una semicircumferència terrestre, uns 20.003,932 km. Al nivell de l'Equador, és a una distància del meridià de Greenwich de 16.030 km.

## De Pol a Pol
Començant en el pol Nord i dirigint-se cap al pol Sud, aquest meridià travessa:
| Coordenades                               | País, territori o mar      | Notes |
| ----------------------------------------- | -------------------------- | --- |
| 90° 0′ N, 144° 0′ E / 90.000°N,144.000°E  | Oceà Àrtic                 | |
| 75° 49′ N, 144° 0′ E / 75.817°N,144.000°E | Rússia                     | Sakhà — Illa Kotelni, illes de Nova Sibèria |
| 75° 1′ N, 144° 0′ E / 75.017°N,144.000°E  | Mar de la Sibèria Oriental | |
| 72° 40′ N, 144° 0′ E / 72.667°N,144.000°E | Rússia                     | Sakhà Krai de Khabàrovsk — des de 61° 45′ N, 144° 0′ E / 61.750°N,144.000°E |
| 59° 24′ N, 144° 0′ E / 59.400°N,144.000°E | Mar d'Okhotsk              | |
| 49° 57′ N, 144° 0′ E / 49.950°N,144.000°E | Rússia                     | Óblast de Sakhalín — illa de Sakhalín |
| 49° 16′ N, 144° 0′ E / 49.267°N,144.000°E | Mar d'Okhotsk              | |
| 44° 8′ N, 144° 0′ E / 44.133°N,144.000°E  | Japó                       | Prefectura de Hokkaidō — illa de Hokkaidō |
| 42° 55′ N, 144° 0′ E / 42.917°N,144.000°E | Oceà Pacífic               | passa a l'est de l'atol Woleai, Micronèsia (a 7° 20′ N, 144° 0′ E / 7.333°N,144.000°E) · Passa a l'oest de les illes Ninigo, Papua Nova Guinea (a 1° 28′ S, 144° 1′ E / 1.467°S,144.017°E) · Passa a l'oest de les illes Schouten, Papua Nova Guinea (a 3° 12′ S, 144° 3′ E / 3.200°S,144.050°E) |
| 3° 48′ S, 144° 0′ E / 3.800°S,144.000°E   | Papua Nova Guinea          | |
| 7° 44′ S, 144° 0′ E / 7.733°S,144.000°E   | Mar del Corall             | Passa a l'oest de l'illa de Murray, Queensland, Austràlia (a 9° 55′ S, 144° 2′ E / 9.917°S,144.033°E) |
| 14° 29′ S, 144° 0′ E / 14.483°S,144.000°E | Austràlia                  | Queensland Nova Gal·les del Sud — des de 29° 0′ S, 144° 0′ E / 29.000°S,144.000°E Victoria — des de35° 33′ S, 144° 0′ E / 35.550°S,144.000°E |
| 38° 31′ S, 144° 0′ E / 38.517°S,144.000°E | Estret de Bass             | |
| 39° 36′ S, 144° 0′ E / 39.600°S,144.000°E | Austràlia                  | Tasmània — Illa de King |
| 40° 6′ S, 144° 0′ E / 40.100°S,144.000°E  | Oceà Índic                 | Les autoritats australianes consideren això com a part de l'oceà Antàrtic[3][4] |
| 60° 0′ S, 144° 0′ E / 60.000°S,144.000°E  | Oceà Antàrtic              | |
| 67° 5′ S, 144° 0′ E / 67.083°S,144.000°E  | Antàrtida                  | Territori Antàrtic Australià, reclamat per Austràlia |